# Компактна ядерна установка з натрієвим охолодженням у Карлсруе
Компактна ядерна установка охолоджувальна натрієм Карлсруе (нім. Kompakte Natriumgekühlte Kernreaktoranlage Karlsruhe, KNK) — зупинений реактор-розмножувач в Німеччині, Баден-Вюртемберзі, північніше міста Карлсруе. Реактор мав потужність 21 МВт і за час своєї експлуатації виробив 323 ГВт-год електроенергії.

## Історія
АЕС з тепловим реактором було прийнято до експлуатації в 1971 році і використовувалася до 1974 року. Ця установка позначалася як KNK-I. Згодом установка була перероблена на прототип швидкого реактора-розмножувача, основною моделлю котрого слугував радянський реактор Науково-дослідницького інституту атомних реакторів — БОР-60. Цей реактор отримав позначення KNK-II і був остаточно зупинений 23 серпня 1991 року.
Демонтажні роботи з повного зносу установки проводяться з 1993 року і повинні бути завершені до 2013 року до повністю знезараженої території (до так званого «зеленого лугу»). Згідно із заявами Федерального міністерства досліджень, утилізація реактора коштує 309 мільйонів євро, що на 100 мільйонів євро більше ніж заплановано. Однією з Причин збільшення вартості стали технічні проблеми при демонтажі  реакторного резервуару.
Використане ядерне паливо було з 1989 до 1994 року в дослідницький центр Кадараш, де воно було знову перероблено. Паливні стержні розмістили в контейнери типу CASTOR KNK.

## Дані енергоблоку
АЕС мала один енергоблок:
| Енергоблок | Тип реактору                      | Нетто- потужність | Брутто- потужність | Початок будівництва | Синхронізація з електромережею | Комерційна експлуатація | Закриття   |
| ---------- | --------------------------------- | ----------------- | ------------------ | ------------------- | ------------------------------ | ----------------------- | ---------- |
| KNK        | швидкий реактор-розмножувач (FBR) | 17 МВт            | 21 МВт             | 01.09.1974          | 09.04.1978                     | 03.03.1979              | 23.08.1991 |